# Heinrich Dörrie (Mathematiker)
Heinrich Dörrie (* 2. Dezember 1873 in Hannover; † 22. Juli  1955 in Wiesbaden) war ein deutscher Mathematiklehrer und Autor mehrerer Fachbücher.
Dörrie studierte nach dem Abitur 1895 an der Leibnizschule in Hannover Mathematik, Physik, Geographie, Englisch und Französisch an der Universität Göttingen und der Universität Leipzig mit dem Ziel, Lehrer zu werden. 1898 promovierte er bei David Hilbert mit einer Dissertation zum Thema Das quadratische Reziprozitätsgesetz im quadratischen Zahlkörper mit der Klassenzahl 1. Dörrie war 1902/03 Probelehrer am Königlichen Gymnasium in Fulda und danach Oberlehrer am Realprogymnasium in Biedenkopf. Von 1908 bis 1942 war er Lehrer an der Oberrealschule in Wiesbaden.
Bekannt wurde er vor allem durch sein Buch Triumph der Mathematik, in dem hundert historische Probleme der „Elementarmathematik“ mit vollständigen Lösungen dargestellt werden.

## Schriften
- Triumph der Mathematik. Hundert berühmte Probleme aus zwei Jahrtausenden mathematischer Kultur. Ferdinand Hirt, Breslau 1933 (Jahrbuch-Rezension); 5. Auflage Physica-Verlag, Würzburg 1958 (= 2. ergänzte Auflage; Jahrbuch-, Zentralblatt-Rezension)
  - 100 Great Problems of Elementary Mathematics, Dover Publications, New York 1965, ISBN 0-486-61348-8 (englische Übersetzung der 5. Auflage von David Antin; Zentralblatt-Rezension)
  - A diadalmas matematika, Gondolat Kiadó, Budapest 1965 (ungarische Übersetzung von László Vekerdi)
  - Sūgaku-100-no-shōri (3 Bände), Shupuringā, Tōkyō, ISBN 4-431-70687-9, ISBN 4-431-70701-8, ISBN 4-431-70702-6 (japanische Übersetzung)
- Grundriß der Physik. Mit besonderer Berücksichtigung der Anwendungen, Ferdinand Hirt, Breslau 1940; 2. ergänzte Auflage 1942
- Determinanten, R. Oldenbourg, München 1940 (Jahrbuch-, Zentralblatt-Rezension)
- Vektoren, R. Oldenbourg, München 1941 (Jahrbuch-, Zentralblatt-Rezension), doi:10.1515/9783486775105
- Quadratische Gleichungen, R. Oldenbourg, München 1943 (Zentralblatt-Rezension)
- Mathematische Miniaturen, Ferdinand Hirt, Breslau 1943; Nachdruck M. Sändig, Wiesbaden 1969; 1999 (2001), ISBN 3-253-02115-7
- Kubische und biquadratische Gleichungen, Leibniz-Verlag (R. Oldenbourg), München 1948, doi:10.1515/9783486775990.
- Ebene und sphärische Trigonometrie, R. Oldenbourg, München 1950 (Zentralblatt-Rezension), doi:10.1515/9783486778076
- Unendliche Reihen, R. Oldenbourg, München 1951 (Zentralblatt-Rezension), doi:10.1515/9783486778267
- Einführung in die Funktionentheorie, R. Oldenbourg, München 1951 (Zentralblatt-Rezension), doi:10.1515/9783486779295.
- Praktische Algebra, R. Oldenbourg, München 1955 (Zentralblatt-Rezension)